# Tyrolsberg (Fränkische Alb)
Der Tyrolsberg, auch „Großberg Tyrolsberg“ genannt, ist ein 573 m hoher Berg des Vorlandes der Mittleren Frankenalb im bayerischen Landkreis Neumarkt in der Oberpfalz des Regierungsbezirks Oberpfalz. Sein Gipfel liegt auf dem Gemeindegebiet von Berngau südöstlich von Postbauer-Heng und nördlich des Ortes Tyrolsberg. Übers Hochplateau des Tyrolsbergs läuft die Wasserscheide zwischen Donau und Schwarzem Meer im Westen und Rhein und Nordsee im Osten.
Er wird im Süden und im Westen von der Kreisstraße NM24 umrundet. Im Südwesten liegt der Pulverberg (546 m), im Westen der Eßberg. Im Osten läuft er im Schloßberg aus, vor welchem der Ort Rittershof von Neumarkt in der Oberpfalz liegt. Im Südosten steht die Hohe Ahnt (525 m). Am Südhang entspringt die Sulz und an den östlichen Hängen der Irlgraben, der linke Quellfluss der Schwarzach.